# 川﨑海
川﨑 海（かわさき かい、1980年7月10日 - ）は、日本の音楽家、ソングライター、編曲家、DJ、マニピュレーター、キーボーディスト、シンセサイザー奏者、音楽プロデューサー、音楽ディレクター。神奈川県横浜市出身。p.m.works所属。

## 概要
2005年に音楽ユニット・AURA KITEを結成し、1stアルバム『METRORIUM』を発表。Kai名義で作曲、編曲、キーボード、音楽プロデューサーを担当する。2009年にビクターエンタテインメントからデジタルシングルを3タイトル発売。
2007年より作曲家、編曲家としてアーティストや声優への楽曲提供を行っている。
fripSideとALTIMAのサポートメンバーとしてDJ・マニピュレーター・キーボードを担当している。また、両音楽ユニットのメンバーである八木沼悟志が代表取締役を務めるp.m.worksに所属し、専務取締役となる。
2019年11月に神戸国際会館で開催された「fripSide Phase 2：10th Anniversary Tour 2019-2020 -infinite synthesis 5-」にて、2020年春からトルコへ移住することを報告。後に新型コロナウイルス感染症(COVID-19)の感染状況と情勢を考慮し順延、2020年9月2日に渡航。
2021年3月21日より、ソロプロジェクト「Mondo Marino」としての活動を始める。

## ディスコグラフィ

### アルバム
|      | 発売日         | タイトル                                       | 規格                   |
| ---- | -------------- | ---------------------------------------------- | ---------------------- |
| 1st  | 2021年3月20日  | Yaz Sahili                                     | デジタル・ダウンロード |
| 2nd  | 2021年3月27日  | Yaz Sonu                                       | デジタル・ダウンロード |
| 3rd  | 2021年4月24日  | Solid Edge                                     | デジタル・ダウンロード |
| 4th  | 2021年7月10日  | From Now On                                    | デジタル・ダウンロード |
| 5th  | 2021年10月1日  | Orient Gate                                    | デジタル・ダウンロード |
| 6th  | 2021年11月14日 | Notice                                         | デジタル・ダウンロード |
| 7th  | 2021年11月14日 | Frequency Modulation                           | デジタル・ダウンロード |
| 8th  | 2021年12月23日 | Starry Sky                                     | デジタル・ダウンロード |
| 9th  | 2022年3月10日  | Beautiful Relaxing Music Vol.2 by Mondo Marino | デジタル・ダウンロード |
| 10th | 2022年3月14日  | Beautiful Relaxing Music Vol.1 by Mondo Marino | デジタル・ダウンロード |

## 提供楽曲
- MAX
  - No.1 〜Your Lady〜（共作曲・共編曲）
- FLAME
  - It's your time（作詞・作曲・編曲）
- KONAMI ADDICTION 〜FOR ELECTRO LOVERS〜
  - 月風魔伝 Remixed by amos project（共リミックス）
- fripSide
  - sky -sLab reproduct mix-（編曲）
  - magicaride (kai Re:product RMX)（編曲）
  - an evening calm (kai Re:product RMX)（編曲）
  - crying moon -acoustic version-（共編曲）
  - crossing over（共作詞・共作曲・共編曲）
  - lost answer（共作詞・作曲・共編曲）
  - last fortune（共編曲）
  - miracle ruminus（作曲・編曲）
  - whisper of winter（作詞・作曲・共編曲）
  - fortissimo -from insanity affection-（編曲）
  - re:ceptivity（共編曲）
  - scorching heart（共作曲・共編曲）
  - Clover Heart’s -Re:product mix-（編曲）
  - Hesitation Snow（共編曲）
  - sword of virgin（作曲・編曲）
  - glow in the darkness（作曲・編曲）
  - Blaze of Reunion（作曲・編曲）
  - keep your promise（共作詞・共作曲・共編曲）
  - precious time（共作曲・共編曲）
  - join forces（共作詞・作曲・編曲）
  - with the light（作曲・編曲）
  - floral summer（作詞・共作曲・共編曲）
  - happy colorful day（作曲・編曲）
  - Dry your tears（共編曲）
  - One and Only（共編曲）
  - Break Our Limit（共編曲）
  - snow blind -crossroads version-（編曲）
  - a gleam of prologue（共編曲）
  - I believe in my heart（共作曲・共編曲）
  - you only live once（共作曲・編曲）
  - as before（共編曲）
  - change your core self（共作曲・共編曲）
  - endless entropy（共作曲・編曲）
  - Reason to be here（共編曲）
  - Dear All（共作曲・共編曲）
- ルルシェ(南條愛乃)
  - Sweetest memory（作曲・編曲）
- ALTIMA
  - Backfire（共編曲）
- KOTOKO
  - →unfinished→ (DJ HENTAI MIX)（編曲）
- spoon
  - Silverlight(Kai Remix)（編曲）
- 千夜 & シャロ
  - ずっと一緒（編曲）
- 朝日奈棗 & 朝日奈侑介 & 朝日奈風斗
  - Re-Quest!（作曲・編曲）
- 柊翼 & 鳳樹
  - Stand by Dreams（作曲・編曲）
- Luce Twinkle Wink☆
  - ラブ×タイムソルジャー ～未来と君を行き交う戦士～（作曲・編曲）
  - Password（作曲・編曲）
  - Twinkle ”5” stars!!☆（作曲・編曲）
- 星谷悠太 & 月皇海斗 & 魚住朝喜
  - straightforward（作曲・編曲）